# Назимово (Новосокольнический район)
Нази́мово — деревня в Новосокольническом районе Псковской области России. Входит в состав  Насвинской волости.

## География
Расположена в 30 км к северу от города Новосокольники и в 2 км к югу от волостного центра, деревни Насва.

## Население
| 2001 | 2002 | 2010 |
| ---- | ---- | ---- |
| 213  | ↗217 | ↘165 |

Численность населения деревни по оценке на начало 2001 года составляла 213 жителей.